# Pringle (Dakota del Sur)
Pringle es un pueblo ubicado en el condado de Custer en el estado estadounidense de Dakota del Sur. En el Censo de 2010 tenía una población de 112 habitantes y una densidad poblacional de 180,18 personas por km².

## Geografía
Pringle se encuentra ubicado en las coordenadas 43°36′32″N 103°35′41″O / 43.60889, -103.59472. Según la Oficina del Censo de los Estados Unidos, Pringle tiene una superficie total de 0.62 km², de la cual 0.62 km² corresponden a tierra firme y (0%) 0 km² es agua.

## Demografía
Según el censo de 2010, había 112 personas residiendo en Pringle. La densidad de población era de 180,18 hab./km². De los 112 habitantes, Pringle estaba compuesto por el 93.75% blancos, el 0% eran afroamericanos, el 2.68% eran amerindios, el 0% eran asiáticos, el 0% eran isleños del Pacífico, el 1.79% eran de otras razas y el 1.79% pertenecían a dos o más razas. Del total de la población el 3.57% eran hispanos o latinos de cualquier raza.